# Fawcett Forest
Fawcett Forest var en civil parish 1866–2020 när det uppgick i Selside and Fawcett Forest, i distriktet Westmorland and Furness, i Storbritannien. Den ligger i grevskapet Cumbria och riksdelen England, i den centrala delen av landet, 400 km nordväst om huvudstaden London. Civil parish hade 23 invånare år 2001.